# 다니엘 지칼
다니엘 지칼(2004년 6월 24일 ~ )은 대한민국, 브라질, 미국의 가수다. 2024년 싱글 [Fresh]로 데뷔했다.

## 방송
- LOUD (2021) - Top14
- 랩:퍼블릭 (2024)

## 음반
- LOUD 3라운드. JYP'S PICK (2021)
- LOUD 4라운드 PSY'S PICK Part.1 (2021)
- LOUD 5라운드 JYPSY'S CASTING Part.1 (2021)
- Fresh (2024)

## 공연
- 2024 대구힙합페스티벌 (2024)

## 기타
- 지케이 <IRTT Cypher> (2023) - 피처링/작사